# Cuth Harrison
Pas d'image ? Cliquez ici
Cuth Harrison, né le 6 juillet 1906 à Ecclesall (Sheffield) et décédé le 22 janvier 1981, était un ancien pilote anglais de course automobile, ayant principalement couru sur ERA. Il disputa trois Grands Prix de championnat du monde en 1950.